# Conférence de Carnuntum
Vous lisez un « bon article » labellisé en 2021.
La conférence de Carnuntum, ou conférence impériale de Carnuntum, est une conférence qui se déroule le 11 novembre 308 à Carnuntum (aujourd'hui Petronell-Carnuntum en Autriche), dans la province de Pannonie. Elle est convoquée par l'empereur Galère pour tenter de résoudre le différend sur le titre d'Auguste d'Occident, et ainsi mettre fin aux conflits en cours depuis l'an 307, lorsque Sévère et lui ont envahi l'Italie gouvernée par Maxence et Maximien. Participent également à cette conférence Dioclétien, qui s'était retiré du pouvoir depuis 305, et Maximien, père de Maxence.
Il est convenu lors de cette conférence que Maximien serait définitivement démis de sa position impériale et que Licinius, un ancien général de Galère, serait nommé Auguste d'Occident dans le but de renverser Maxence, considéré comme un usurpateur.
Ces décisions déplaisent cependant à la plupart des empereurs présents, comme Constantin Ier, qui s'attendait à une promotion, et Maximien, mécontent de sa destitution, qui tente une ultime conspiration à la cour de Constantin en Gaule. Licinius ne participe pas aux campagnes militaires menées ultérieurement pour déposer Maxence.

## Contexte

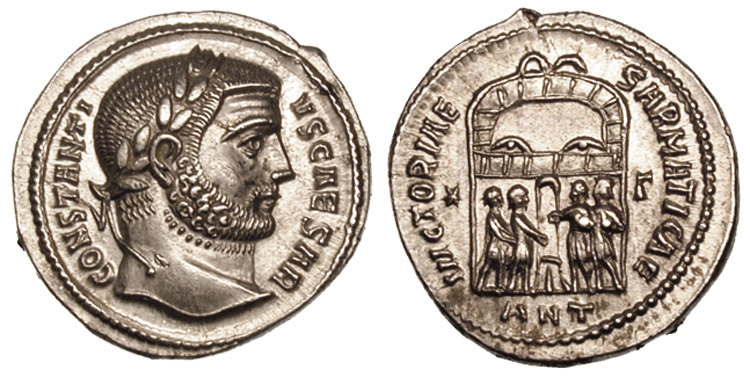
Argenteus de Constance Chlore frappé à Antioche.

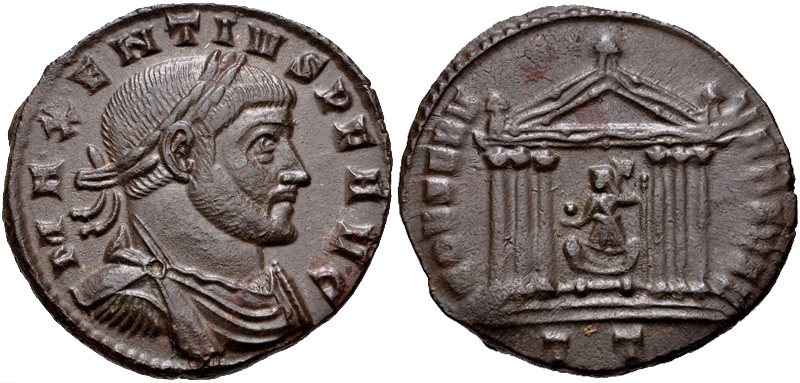
Follis de Maxence frappé à Ticinum (Pavie).

Depuis 293 apr. J.-C., l'Empire romain est divisé en deux parties, chacune étant gouvernée par un Auguste ou empereur senior, et un César ou empereur junior. Le 1er mai 305, les Augustes Dioclétien (r. 284–305) et Maximien (r. 285–308 ; 310) abdiquent volontairement, et leurs Césars Constance Chlore (r. 293–306) et Galère (r. 293–311) sont élevés respectivement aux rangs d'Auguste d'Occident et d'Auguste d'Orient tandis que Sévère (r. 305–307) et Maximin II Daïa (r. 305–313) deviennent les Césars d'Occident et d'Orient,,.
En 306, l'Auguste d'Occident Constance Chlore meurt à Eboracum (aujourd'hui York, en Angleterre). Les légions stationnées dans cette région de Bretagne désignent alors son fils Constantin comme son successeur. Néanmoins, Galère, Auguste d'Orient, élève Sévère au rang d'Auguste d'Occident car, selon les dispositions du système tétrarchique alors en vigueur, c'est lui qui devait succéder à l'empereur défunt. Après quelques négociations, Galère relègue Constantin au rang de César, ce qui permet à Sévère d'assumer sa fonction.
Maxence (r. 306–312), fils de Maximien (prédécesseur de Constance Chlore), jaloux de la position de Constantin, se proclame empereur d'Italie, adopte le titre de princeps et fait sortir son père de sa retraite politique pour gouverner avec lui. En 307, l'Italie est envahie par l'Auguste Sévère qui est vaincu et tué puis par l'empereur Galère qui décide de se retirer, doutant de la loyauté de sa propre armée,. Maximien tente de renverser son propre fils, mais son plan échoue et il doit fuir à la cour de Constantin en Gaule,.
Conscient de la situation en Occident, Galère décide de convoquer une conférence, afin de tenter de stabiliser la situation dans ces provinces ; Maximien y voit l'opportunité de remonter sur le trône.

## Conférence

### Participants
Sont présents à la conférence l'ancien empereur Dioclétien, qui revient brièvement à la vie publique pour l'occasion, Galère et Maximien. Dioclétien arbitre le conflit mais refuse de reprendre le pouvoir. Licinius, l'un des anciens généraux de Galère, participe également à la conférence.
On constate l'absence des Césars Constantin et Maximin II Daïa.

Augustes
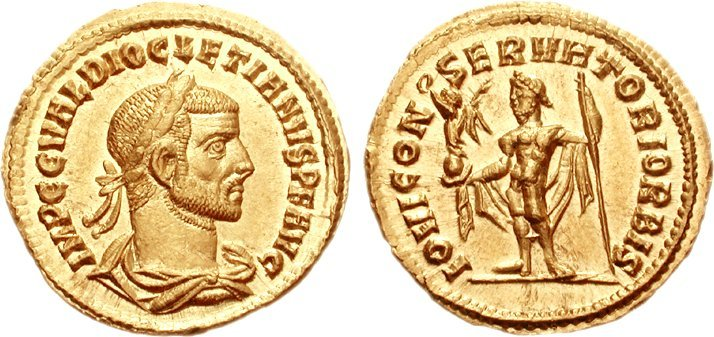
Aureus de Dioclétien frappé à Cyzique v. 286–287.
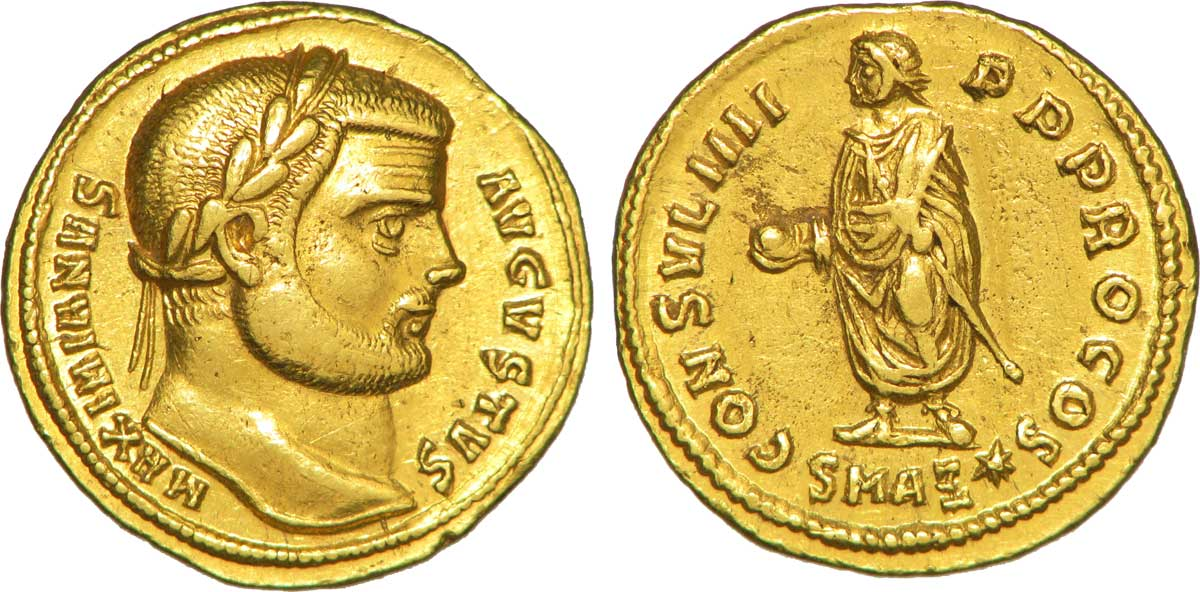
Aureus de Maximien frappé à Antioche v. 294–295.
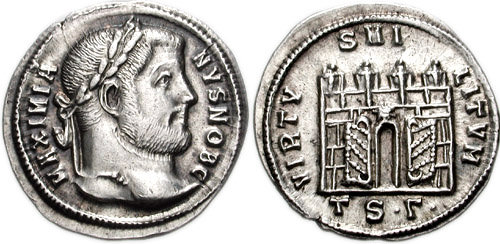
Argenteus de Galère frappé à Salonique v. 302.
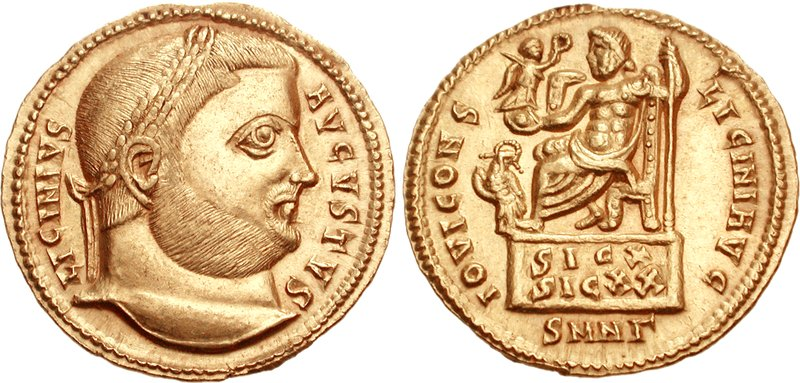
Solidus de Licinius frappé à Nicomédie v. 317–318.

Césars
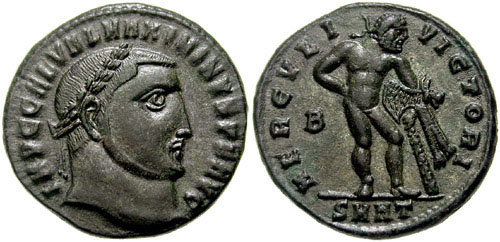
Follis de Maximin II Daïa frappé à Perinthus v. 313.
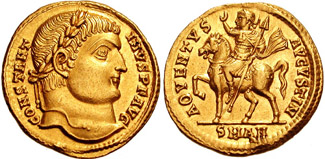
Solidus de Constantin le Grand frappé à Antioche v. 324–325.

### Déroulement

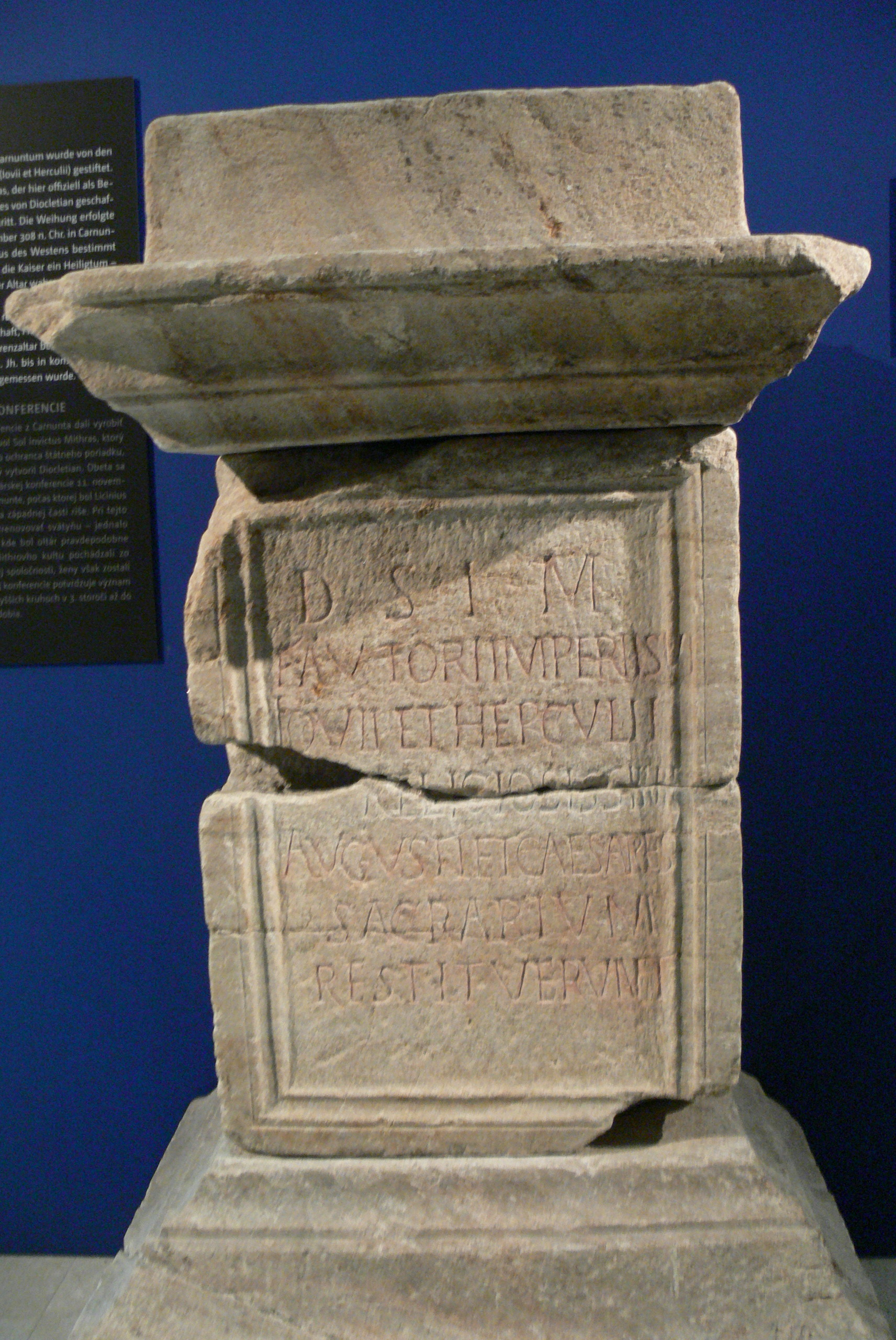
Autel dédié à Mithra lors de la conférence, par Galère, Dioclétien et Maximien, au nom des Augustes présents et des Césars absents.

La conférence se tient le 11 novembre 308 dans la ville de Carnuntum (aujourd'hui Petronell-Carnuntum en Autriche). Lors de la réunion, Maximien est à nouveau contraint d'abdiquer et Constantin est rétrogradé à son ancienne position de César.
De même, Licinius est nommé Auguste d'Occident. Il reçoit ainsi les régions de Thrace, de Pannonie et d'Illyrie, et la mission de détrôner Maxence, qui règne en Italie, déclaré usurpateur et reconnu comme ennemi public,. Les Augustes présents reconstruisent par ailleurs le mithraeum de Carnuntum, qu'ils dédient aux Césars absents et à eux-mêmes :
« D(eo) S(oli) I(nvicto) M(ithrae)
Fautori imperii sui
Iovii et Herculii
religiosissimi
Augusti et Caesares
sacrarium
restituerunt »
Selon le professeur Arthur Lincoln Frothingham, étant donné qu'au cours du IVe siècle, le culte de Mithra et de Sol Invictus était en pleine expansion, il n'est pas surprenant qu'un hommage ait été rendu au nom des empereurs à ces dieux : pour lui, cela peut être interprété comme une présentation symbolique de l'État à ces divinités, qui auraient alors la déférence nécessaire pour le protéger et éviter le retour de la crise du IIIe siècle.

## Suites et conséquences
Le nouveau système adopté ne dure pas longtemps : Constantin refuse d'être relégué au second rang et continue à utiliser le titre d'Auguste sur ses pièces de monnaie, même si les autres membres de la Tétrarchie le désignent comme César ; Licinius, lui, ne fait rien pour réduire le pouvoir de l'usurpateur Maxence, ne prenant pas part aux campagnes militaires de Constantin pour le détrôner et préférant s'occuper des problèmes internes et des invasions barbares dans les provinces qui lui sont dévolues.
De son côté, Maximin II Daïa est frustré de ne pas avoir été considéré comme un candidat possible pour le poste accordé à Licinius, allant jusqu'à exiger une promotion à Galère. Ce dernier, en revanche, propose de nommer Maximien et Constantin « fils des Augustes » (en latin : filii augustorum),, titre rejeté par les deux empereurs au printemps 310. Ils sont cependant appelés Augustes par Galère,.
En 310, profitant de l'absence de Constantin, parti combattre à la frontière rhénane contre les envahisseurs francs, Maximien se rebelle à Arelate (aujourd'hui Arles, en France), avec l'intention de prendre sa place, mais il n'obtient que peu de soutien à sa cause. Dès que Constantin l'apprend, il rejoint le sud de la Gaule et parvient à réprimer la révolte facilement ; il capture Maximien et le force à se suicider,,. L'année suivante, Maxence, désireux de venger la mort de son père, déclare la guerre à Constantin, qui répond par une invasion de l'Italie du Nord en 312,. La même année, Galère meurt et la partie orientale de l'Empire romain est partagée entre Maximin II Daïa et Licinius qui, après quelques affrontements, choisissent de signer la paix. L'accord est de courte durée car, l'année suivante, ils se déclarent à nouveau la guerre.

### Ouvrages
- (en) Timothy Barnes, Constantine and Eusebius, Cambridge, Massachusetts, Harvard University Press, 1981, 458 p. (ISBN 978-0-674-16531-1, lire en ligne).
- (en) T. G. Elliott, The Christianity of Constantine the Great, Scranton, Pennsylvanie, University of Scranton Press, 1996 (ISBN 0-940866-59-5, lire en ligne).
- (en) Arnold Hugh Martin Jones, Constantine and the Conversion of Europe, University of Toronto Press, 1978, 223 p. (ISBN 0-8020-6369-1, lire en ligne).
- (en) Noel Emmanuel Lenski, The Cambridge companion to the Age of Constantine, Cambridge University Press, 2006 (ISBN 0-521-52157-2, lire en ligne).
- (en) Ramsey MacMullen, Constantine, Londres, Dial Press, 1969, 263 p. (ISBN 0-7099-4685-6, lire en ligne).
- (en) Charles Matson Odahl, Constantine and the Christian Empire, New York, Routledge, 2004, 424 p. (ISBN 0-415-38655-1, lire en ligne).
- (en) David Stone Potter, The Roman Empire at Bay AD 180-395, Londres et New York, Routledge, 2004 (ISBN 0-415-10057-7, lire en ligne).
- William Seston, « La conférence de Carnuntum et le Dies Imperii de Licinius », dans Scripta varia : Mélanges d'histoire romaine, de droit, d'épigraphie et d'histoire du christianisme, Rome, École française de Rome, 1980, 736 p. (ISBN 2-7283-0457-2, lire en ligne), p. 497–508.
- (en) Pat Southern, The Roman Empire from Severus to Constantine, New York, Routledge, 2001, 401 p. (ISBN 0-415-23943-5, lire en ligne).
- (en) Warren T. Treadgold, A History of the Byzantine State and Society, University of California Press, 1997 (ISBN 0-8047-2630-2, lire en ligne).
- (en) Stephen Williams, Diocletian and the Roman Recovery, New York, Routledge, 1997, 264 p. (ISBN 0-415-91827-8, lire en ligne).   — Traduction française : Stephen Williams (trad. de l'anglais), Dioclétien : le renouveau de Rome, Golion, Infolio, 2006, 348 p. (ISBN 978-2-88474-208-5).

### Articles scientifiques
- (en) Arthur Frothingham, « Diocletian and Mithra in the Roman Forum », American Journal of Archaeology, AIA, vol. 18, no 2,‎ 1914, p. 146–155 (lire en ligne).
- Marcel Van Doren, « Les Sacraria : une catégorie méconnue d'édifices sacrés chez les Romains », L'Antiquité classique, vol. 27, no 1,‎ 1958, p. 31–75 (lire en ligne).